# Kap Evensen
Das Kap Evensen ist ein Kap an der Graham-Küste des Grahamlands auf der Antarktischen Halbinsel. Als einer der Ausläufer der Strescher-Halbinsel markiert es die nördliche Begrenzung der Einfahrt vom Crystal Sound in die Auvert Bay.
Entdeckt wurde es bei der Vierten französischen Antarktisexpedition (1903–1905) unter der Leitung Jean-Baptiste Charcots. Benannt ist es nach dem Norweger Karl Julius Evensen (1851–1937), der die Küste Grahamlands als Kapitän der Hertha zur Erschließung neuer Walfanggründe zwischen 1893 und 1894 erkundete.